# 泥河 (小說)
《泥河》是臺灣作家陳燁（本名：陳春秀）的小說集。全書分為〈濃霧河岸〉、〈泥河〉、〈明日在大河彼岸〉三部，以府城標的物「臺南運河」為舞台背景，述說二二八事件後，一個府城大家族的黯黑淪亡史。故事主角為城真華、林正森與林炳城三位，包含家族鬥爭、男女情愛、歷史意識等主題，展露女性書寫中鮮少表現的政治關懷與批判。

## 內容
《泥河》是陳燁藉由創構府城林家的家族史，呈現台灣近代史中二二八事件所帶來的創傷經歷。小說分別由城真華、林正森、林炳城三位角色的觀點進行敘述，並由此分為〈霧濃河畔〉、〈泥河〉與〈明日在大河彼岸〉三部曲。
全作陳燁採取寫實主義手法 ，以超寫實、意識流、 象徵主義和印象主義技巧，呈現故事敘事者的創傷記憶是如何在壓抑後又如夢魔般揮之不去。臺灣大學外文系教授劉亮雅認為，《泥河》在刻劃林家成員間的愛恨衝突時偶爾流於通俗，但陳燁以臺灣歷史連結性別與國族的壓迫，角色不斷歷經的惡夢記憶彷彿二二八事件的殘暴記憶再度復返，不但暗示二二八事件作為一段公共記憶，若未獲得集體治療便可能就此埋下臺灣人互相仇恨的導因，而受害者的冤屈若得不到平復，亦可能轉為仇恨。:140-142

### 〈霧濃河畔〉
本書第一部〈霧濃河畔〉以嫁入林家四十多年的城真華作為主要敘事者開啟故事，透過城真華的視角梳理林家是如何逐漸沒落，以及自己作為一個女性是如何受到名門壓力與二二八事件影響，最後不但無法父親所願、守護城家過去的威望，也無法與自己真心相愛的林炳國相愛，並在中年之後，深陷於對丈夫林炳家的怨恨及與兒女的疏遠關係中無法脫離痛苦，使自己終其一生活在無限悔恨及糾結情感之中。

### 〈泥河〉
第二部〈泥河〉以城真華的大兒子林正森南下找住在安平的二房代表林銀釵，希望林銀釵可以為其蓋印賣祖產此部故事之主軸。除凸顯林正森為求財富不擇手段的貪婪外，也透過林銀釵與黃梅娘生死不移的真摯情誼，顯示即便是當年二二八事件使林家二房劇變，黃家與林家間的關係依舊緊密且不移。

### 〈明日在大河彼岸〉
第三部〈明日在大河彼岸〉則是講述林炳城從年輕時受到楊大哥跟林炳國的啟發，積極參與抗日運動，而後鑒於林家二房因二二八事件而沒落，從而不涉政治。二戰後，便開始擔任台南運河國小校長的林炳城內心不斷迴盪著對政治的憤慨及對已故知人的虧欠，沉寂至晚年後一改前態，強力抵制政治力量的入侵無辜的校園，並漸漸放下對林炳國的虧欠，重獲釋然。

## 創作經歷與特色
作者陳燁出身臺南望族，《泥河》以府城標的物「運河」為小說背景，此作品始撰於1984年、連載於1988年的《自立晚報》本土副刊，單行本亦由《自立晚報》出版，是當時首部明確以「二二八事件」為主題的長篇小說；2002年改題為《烈愛真華》重新再版，內容除新加的「楔子」一章外，內容與原著《泥河》大致相同。:138適逢 1987 年台灣解嚴，同年「二二八和平日促進會」成立，台灣社會對二二八事件及白色恐怖的禁忌開始鬆動，但因相關歷史史料仍處於禁錮階段，因此，東華大學華文系教授楊翠認為，如同《泥河》主角記憶如無法穿透的「濃霧」，二二八「歷史真相」至今難以釐清與理解。:144也如作家葉石濤在《燃燒的天》代序中也曾寫道：「她的小說《泥河》，可以說是她的代表作之一。……其實《泥河》的寫作目的並不在於挖掘台灣歷史中的傷痕，陳燁所企圖的是以一個家族的生活來反映時代、社會的變遷。」

## 相關研究
中興大學台灣文學與跨國文化研究所邱貴芬教授認為《泥河》的出版，帶進了女性書寫中鮮少表現的政治關懷與意識形態批判。國立東華大學華文系教授楊翠則從空間與記憶角度分析該小說，「《泥河》書名即隱含豐富的空間意象，全書以府城地標物——運河——為定點空間展開，演繹二二八事件之後府城大家族的淪亡史，含融著歷史意識、土地認同、政治批判與兒女情愛。⋯⋯透過記憶與夢境，歷史記憶與現實情境互相浸透，達到互文的效果，」
文學研究者林怡翠認為《泥河》除去對女性「浪漫化」的常見想像，《泥河》中的女性角色不是典型的勤勞、樂觀、慈祥、充滿母愛形象，而是痛苦、黑暗，甚至是殘忍與難以接近的。她們被過去糾纏而近乎幻覺、發瘋的程度，這種形象在小說中成爲典型，與活躍、充滿鬥爭力量的男性角色是相反的，呈現出「男：光明／女：黑暗」的形象，也藉此凸顯女性在父系家族結構中需要肩負的家族責任及遭受到的壓迫。這是陳燁透過書寫女人的歷史以及歷史中的女人，以突破男性作家的族群記憶，打破男性書寫話語中的象徵秩序，讓女性的族群記憶被看見之處。:51-53
明志科技大學教授簡素琤認為，陳燁《泥河》以二二八事件帶給受難者家屬個人、家庭的影響爲主題，敍述個人生活史如何因二二八事件而改變個人的生命歷程；此部小說的悲劇成因除舊社會的枷鎖外，也因二二八事件的發生以及形同社會禁忌般的存在，加劇眞華内心的退縮以及家族成員間分歧。在重重的心結和誤解下，《泥河》凸顯了大時代底下，個人的生命歷程與公領域的歷史事件有著深刻的關聯。
在《泥河》中，女性角色不再以象徵台灣與台灣人的方式被處理，而是被視爲受二二八事件影響的個別女人。除此之外，陳燁也處理二二八受難者男性家屬的生活史及心路歷程，不同的男性角色，也受到這歷史事件不同方式的影響。特別是第三部〈明日在大河彼岸〉中，陳燁呼應呂赫若與林雙不將台灣人視爲女性的觀點，並透過林炳城作為一位男性角色，在二二八事件之後被「去勢」，與再度獲得政治參與的方式，重振雄風、恢復男性尊嚴。:36-38
臺大外文系教授劉亮雅則認為，《泥河》顯現一個充滿歷史缺口、被悲情塗抹的台灣，特別是故事中城真華所歷經的性別壓迫和二二八的創傷記憶，導致她處於被害者與加害者間的身分糾結，陳燁藉以暗示正視台灣女性歷史創傷之重要性。:140-142

## 版本
《泥河》總共有四個版本。1984年由陳燁完成撰寫，1988年連載於《自立晚報》本土副刊，後於1989年3月由自立晚報文化出版部出版單行本。2002年4月，改寫後改名為《烈愛真華》，由聯經出版重新出版。
關於改寫，陳燁曾自述：「重新改寫《泥河》有兩個要點，一個是找到了把小說寫得『好看』的關鍵；另一個是我必須要透過文學寫作，跟我父親達成一種和解。」
|        | 《泥河》         | 《烈愛真華》                                           |
| ------ | ---------------- | ------------------------------------------------------ |
| 序言   | 代序 天窗 龔顯榮 | 序 生命的繁華與浮華 陳芳明 改版自序 尋索人間歷史的真相 |
| 楔子   | 無               | 真華姑娘                                               |
| 第一部 | 霧濃河岸         | 霧濃河岸                                               |
| 第二部 | 泥河             | 泥河                                                   |
| 第三部 | 明日在大河彼岸   | 彼岸的麗景                                             |